# Clayton-le-Moors
Clayton-le-Moors är en ort i distriktet Hyndburn, Storbritannien. Den ligger i grevskapet Lancashire och riksdelen England, i den centrala delen av landet, 290 km nordväst om huvudstaden London. Clayton-le-Moors ligger 133 meter över havet och antalet invånare är 8 474.
Terrängen runt Clayton-le-Moors är kuperad åt nordost, men åt sydväst är den platt.Runt Clayton-le-Moors är det tätbefolkat, med 947 invånare per kvadratkilometer. Närmaste större samhälle är Blackburn, 6,8 km väster om Clayton-le-Moors. Runt Clayton-le-Moors är det i huvudsak tätbebyggt.